# Café du Croissant

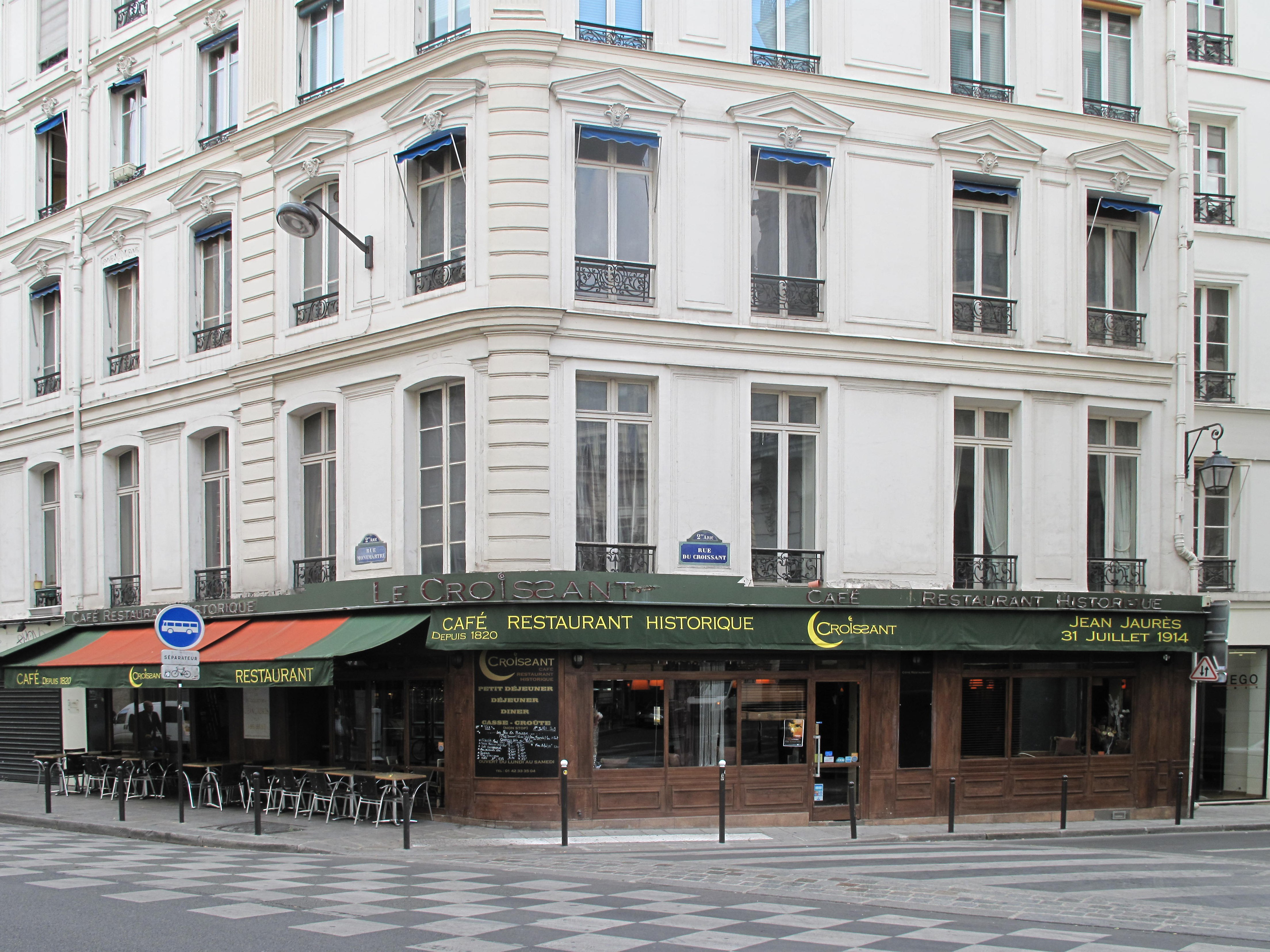
Café du Croissant.

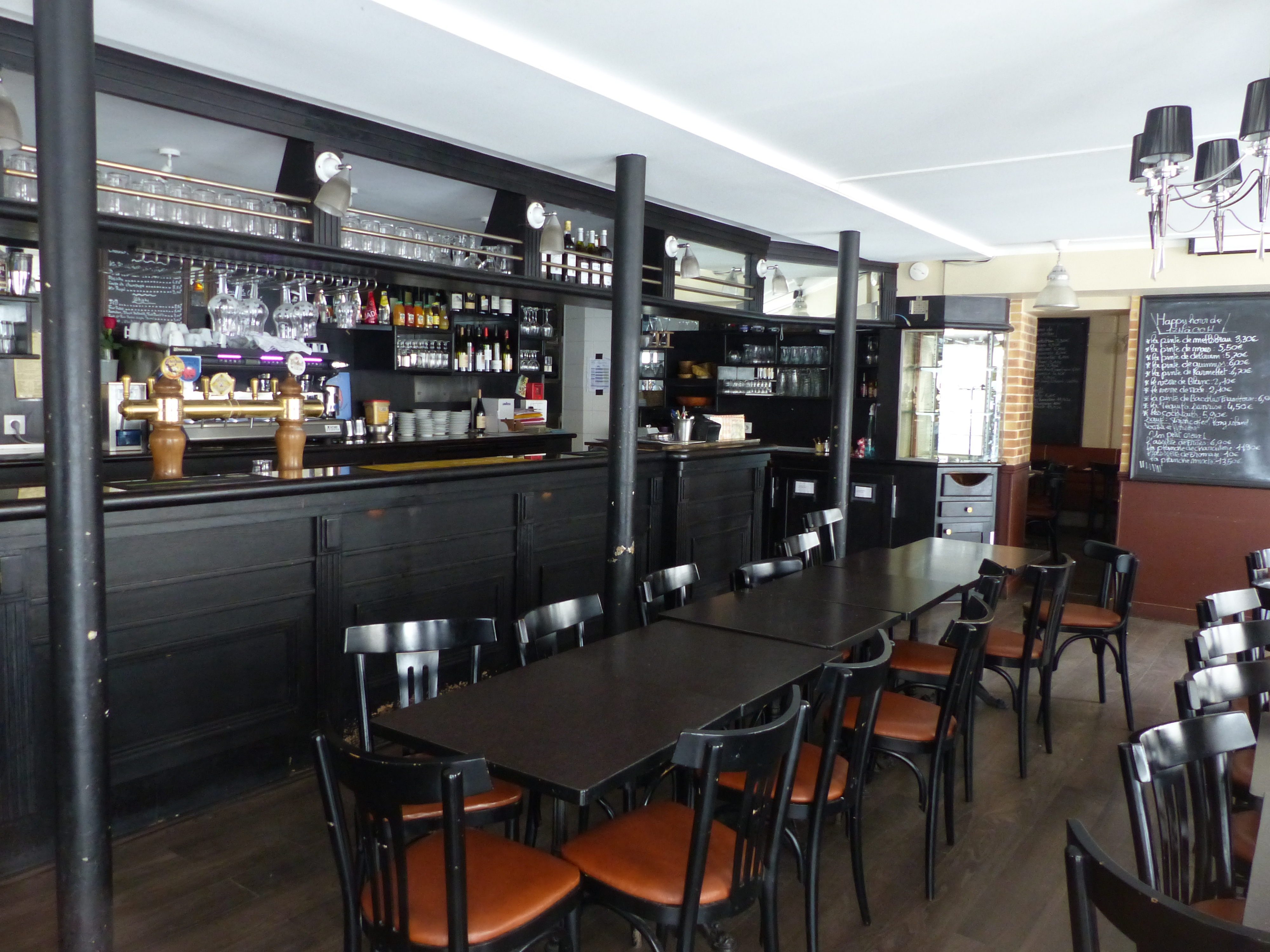
Interiören.

Café de Croissant, även benämnt Bistro du Croissant, är ett kafé och bistro beläget i hörnet av Rue de Montmarte och Rue du Croissant i Paris andra arrondissement. Café de Croissant öppnades år 1820.
På Café du Croissant sköts socialistledaren Jean Jaurès ihjäl år 1914. Mordet utfördes av den franske nationalisten Raoul Villain.
År 1984 besökte president François Mitterrand caféet för att uppmärksamma 70-årsdagen av mordet på Jaurès.

## Omgivningar
- Notre-Dame-des-Victoires
- Boulevard Montmartre
- Boulevard Poissonnière
- Rue des Jeuneurs
- Rue d'Uzès
- Rue Saint-Joseph
- Rue Réaumur
- Rue du Sentier
- Placette Louvre-Montmartre
- Place Ghislaine-Dupont-Claude-Verlon-Camille-Lepage

## Bilder
| - Rekonstruktion av mordet på Jean Jaurès. - Sidofasaden vid Rue des Saules med minnesplakett för Jean Jaurès. |

## Kommunikationer
- Tunnelbana – linje  – Bourse